# Arabfaqih
Xihab-ad-Din Àhmad ibn Abd-al-Qàdir, més conegut com a Arabfaqih (segle xvi) fou un cronista de l'Etiòpia musulmana.

## Vida i obra
Fou el cronista de l'Etiòpia musulmana del segle xvi. Va participar en persona a la guerra entre l'imam de Harar i Adal Ahmad ben Ibrahim al-Ghazi i el negus Lebna Denghel, però quan va escriure el seu llibre havia sortit d'Abissínia i havia anat cap a Djizan a Aràbia. La seva obra, en àrab, s'intitula Túhfat az-zaman, tot i que al manuscrit en què es conserva duu per títol Futuh al-Habaixa ("Conquestes d'Etiòpia"), crònica que s'estén fins a l'any 1537. Anuncia una segona part que, si es va escriure, no s'ha trobat.